# Dakin Matthews
Dakin Matthews (7 de noviembre de 1940) es un actor estadounidense de cine, teatro y televisión. También es un dramaturgo, director y estudioso teatral.

## Vida y carrera
Matthews nació en Oakland, California. En un principio aspiraba a convertirse en un sacerdote católico, estudiando en San Francisco y luego en la Universidad Gregoriana en Roma en la década de 1960. Su creciente interés en el drama, sin embargo, lo llevó a la escuela "Juilliard School", donde enseñó a otros actores como, Kevin Kline y Patti LuPone. Actuó y enseñó en el American Conservatory Theatre (ACT) en San Francisco, donde Annette Bening fue uno de sus estudiantes. También es un profesor emérito de Inglés en California State University, East Bay en Hayward, California.
En la década de 1980, de establecerse permanentemente en Los Ángeles, Matthews se inició como actor invitado en series de televisión y apareció en películas. Actuó en series como Down Home, Soul Man y con mayor éxito The Jeff Foxworthy Show. También ha hecho apariciones como invitado en muchas series de televisión, incluyendo Remington Steele, Dallas, Murder, She Wrote, LA Law, Just Shoot Me!, Star Trek: Voyager, The West Wing, Gilmore Girls, Ally McBeal, The Practice, Charmed, The King of Queens, NYPD Blue, Desperate Housewives, House, MD y Carnivàle.
Matthews ha aparecido en más de veinte largometrajes, entre ellos Nuts, Like Father Like Son, Clean and Sober, Child's Play 3, Thirteen Days y Funny Farm, incluyendo los telefilmes entre ellos, And the Band Played On, Baby M y White Mile. En 2010, Matthews se unió al elenco de ABC en la telenovela General Hospital, como el juez Peter Carroll, el juez de Sonny Corinthos. También interpretó a la violenta versión de Santa Claus en un episodio de la serie The Big Bang Theory, en el que le dispara a Sheldon con un cañón por matarlo en un juego de rol navideño.
También es un dramaturgo, director y estudioso del teatro que ha publicado libros y artículos sobre Shakespeare y sus traducciones del siglo XVII el teatro español. Él ha sido un dramaturgo en numerosas producciones teatrales, incluyendo el renacimiento 2005 de Broadway de Julio César protagonizada por Denzel Washington y la reactivación de 2003 de Enrique IV, ganando un Premio Drama Desk Premio Especial por su adaptación de la segunda.
Matthews fue también director artístico del Festival Shakespeare de Berkeley y el Teatro de Actores de California, un Artista Asociado del Teatro Old Globe, y un miembro fundador de la tutela de John Houseman's la empresa que actúa y la Compañía Anteo.
Más recientemente, Matthews apareció en el verano de 2011 de The Public Theater's, Shakespeare in the Park, actuando como el rector en Medida por medida y Lafew en Bien está lo que bien acaba.
Matthews actualmente reside con su esposa, la directora Anne McNaughton, en Los Ángeles y tienen cuatro hijos.